# آتسوشی هاشیموتو
آتسوشی هاشیموتو (انگلیسی: Atsushi Hashimoto؛ زادهٔ ۱۴ ژانویهٔ ۱۹۸۷) بازیگر اهل ژاپن است.